# Crook of Devon
Crook of Devon è una cittadina nel Perthshire, che dista circa 6 miglia da Kinross, raggiungibile attraverso la A977.
Nel XVII secolo, la cittadina era famosa per la sua caccia alle streghe ed i conseguenti roghi. Il luogo dove le cosiddette "streghe" venivano strangolate e poi bruciate si trova nell'angolo nordorientale di un campo, chiamato Lamblaires.
Crook of Devon è anche terra natìa dell'ex-portiere del Manchester United, Graeme Port.